# Simon Okker
Simon Okker (Amszterdam, 1881. június 1. – Auschwitz-Birkenau, 1944. március 6.) holland olimpikon vívó.
Az 1906. évi nyári olimpiai játékokon, Athénban indult, amit később nem hivatalos olimpiává nyilvánított a Nemzetközi Olimpiai Bizottság. Ezen az olimpián két vívószámban indult: tőrvívásban 5. lett. 
A következő 1908. évi nyári olimpiai játékokon, Londonban is versenyzett egy vívószámban: párbajtőrvívásban az első körben kiesett.
Az auschwitzi koncentrációs táborban halt meg 1944. március 6-án.